# Tyrolska Partia Autonomii dla Trentino
Tyrolska Partia Autonomii dla Trentino (PATT) – włoska partia polityczna o ideologii regionalizmu oraz chrześcijańskiej demokracji. Siedziba partii mieści się w Trydencie.
Partia została założona w 1948 roku jako Tyrolska Partia Ludowa (PPTT). W 1982 roku partia weszła w skład dużej koalicji partii walczących o autonomie Trydentu. W skład koalicji wchodziły, oprócz PPTT, partie Integralna Autonomia (AI) oraz Związek Autonomii Trydentu (UATT). W 1998 partie się zjednoczyły w jedną partię pod obecną nazwą.
W 2003 roku w wyborach samorządowych PATT zdobyła 9% głosów. W tym samym roku doszło do rozłamu w partii ze względu na różnice ideologiczne między jej członkami. Cześć członków o centroprawicowych poglądach opuściła partię ze względu na rosnące wpływy centrolewicowe. Rozłamowcy założyli nową partię o nazwie Autonomia Trydentu a jej członkowie są powiązani z partią Silvio Berlusconiego, Forza Italia. Partia ta wyborach samorządowych otrzymała gorszy rezultat od PATT, uzyskując 2,2% głosów.
W 2006 roku po wspólnym starcie z Południowo Tyrolską Partią Ludową (SVP) partia wprowadziła po raz drugi swojego kandydata do Izby Deputowanych, którym był Giacomo Bezzi. W 2008 roku partia ponownie otrzymała wsparcie od SVP. Tym razem jednak partia nie wprowadziła kandydata to parlamentu a Bezzi poinformował o założeniu nowej, regionalnej partii centroprawicowej która może się sprzymierzyć z Ludem Wolności lub Ligą Północną. Fakt ten oznacza drugi rozłam w PATT, po tym jak rozłamowcy w 2003 roku utworzyli Autonomie Trydentu mogą dołączyć do bloku Silvio Berlusconiego wraz z jego nominacją na premiera Włoch.